# Dâmbovița (županija)
Dâmbovița IPA: ['dɨm.bo.vi.ʦa]) županija je koja se nalazi u južnoj Rumunjskoj, u povijesnoj pokrajini Munteniji. Glavni grad županije je Târgoviște.

## Demografija
Po popisu stanovništva iz 2002. godine na prostoru županije Dâmbovița živjelo je 541.763 stanovnika, dok je prosječna gustoća naseljenosti 134 stan/km², te je jedna od najgušće naseljenih županija u Rumunjskoj.
- Rumunji - 96%[1]
- Romi, ostali.

| Godina | Ukupno stanovnika |
| ------ | ----------------- |
| 1948   | 409,272           |
| 1956   | 438,985           |
| 1966   | 453,241           |
| 1977   | 527,620           |
| 1992   | 562,041           |
| 2002   | 541,763           |

## Zemljopis
Dâmbovița županiji ima ukupno površinu od 4054 km ².
Županijski reljef ima tri glavna obilježja. Na sjeveru se nalaze planine Karpati. U središnjem djelu županije nalaze se pod-karpatska brda i južnom području dio je Vlaške nizine.
U županiji je glavna rijeka koja joj i daje svoje ime Dâmbovița. Važnije rijeke u županiji su i Ialomița i Arges.

#### Susjedne županije
- Ilfov i Prahova na istoku.
- Argeș na zapadu.
- Brașov na sjeveru.
- Teleorman i Giurgiu na jugu.

## Gospodarstvo
Jedna od najvećih tvornica čelika u Rumunjskoj se nalazi u gradu Târgoviște.
Glavne gospodarske grane u županiji su:
- metalurška industrija,
- proizvodnja opreme za vađenje nafte,
- prehrambena industrija,
- proizvodnja kućanskih aparata
- tekstilna industrija
- kemijska industrija.
- proizvodnja građevinskog materijala .

## Zanimljivosti
- U malom naselju Moroeni sniman je film Borat: učenje o amerika kultura za boljitak veličanstveno država Kazahstan o kazahstanskom novinaru Boratu, a selo je predstavljalo Kazahstan.

## Administrativna podjela
Županija je podjeljena na dvije municipije, pet gradova i 82 općine.

### Municipiji
- Târgoviște
- Moreni

### Gradovi
- Fieni
- Găești
- Pucioasa
- Răcari
- Titu

### Općine
| - Aninoasa - Băleni - Bărbulețu - Bezdead - Bilciurești - Braniștea - Brănești - Brezoaele - Buciumeni - Bucșani - Butimanu - Cândești | - Ciocănești - Cobia - Cojasca - Comișani - Conțești - Corbii Mari - Cornățelu - Cornești - Costeștii din Vale - Crângurile - Crevedia - Dărmănești | - Dobra - Doicești - Dragodana - Dragomirești - Finta - Glodeni - Gura Foii - Gura Ocniței - Gura Șuții - Hulubești - I. L. Caragiale - Iedera | - Lucieni - Ludești - Lungulețu - Malu cu Flori - Mănești - Mătăsaru - Mogoșani - Moroeni - Morteni - Moțăieni - Niculești - Nucet | - Ocnița - Odobești - Perșinari - Pietrari - Petrești - Pietroșița - Poiana - Potlogi - Produlești - Pucheni - Raciu - Răscăeți | - Răzvad - Râu Alb - Runcu - Sălcioara - Slobozia Moară - Șelaru - Șotânga - Tărtășești - Tătărani - Uliești - Ulmi - Văcărești | - Valea Lungă - Valea Mare - Văleni-Dâmbovița - Vârfuri - Vișina - Vișinești - Vlădeni - Voinești - Vulcana-Băi - Vulcana-Pandele |